# Füzuli (Stadt)
Füzuli oder Fisuli (russisch Физули, armenisch Վարանդա Waranda) ist die Hauptstadt des Bezirks Füzuli in Aserbaidschan. Sie stand von 1993 bis 2020 unter Kontrolle der international nicht anerkannten Republik Bergkarabach, wo sie zur Provinz Hadrut zählte. Die Einwohnerzahl beträgt 24.900 (Stand: 2021). 2005 hatte der Ort laut Bergkarabach 70 Einwohner.
Bis 1989 erreichte die Stadt eine Einwohnerzahl von 17.000. Nach der Eskalation des Bergkarabachkonflikts ab 1990 wurde sie 1993 von armenisch-karabachischen Verbänden erobert. Die aserbaidschanische Bevölkerung floh. Von Aserbaidschan wurde Füzuli weiterhin als Stadt betrachtet, anders als durch die Republik Bergkarabach.
Im Zuge des Krieges um Bergkarabach 2020 brachten aserbaidschanische Streitkräfte die Stadt Füzuli am 16. Oktober 2020 nach 27 Jahren Besatzung erneut unter ihre Kontrolle. Im September 2021 wurde der Flughafen Füzuli, der auch die nahe, ebenfalls zurückeroberte Stadt Şuşa erschließen soll, eröffnet. Auch eine Bahnverbindung, die von der Bahnstrecke Ələt–Culfa bei Horadiz abzweigend nach Füzuli führt, ist geplant. Am 18. August 2023 begann die Wiederbesiedlung der Stadt durch Aserbaidschan mit Flüchtlingsfamilien von 1993. Zuerst kamen 90 Personen aus 23 Familien. Diese wurden unter den aserbaidschanischen Binnenflüchtlingen ausgelost.